# Kongebesøget på Færøerne
Kongebesøget på Færøerne er en dansk dokumentarfilm fra 1950, der er instrueret af Erik R. Knudsen efter manuskript af ham selv og Heine S. Heinesen.

## Handling
En reportage af Kong Frederik 9.s og Dronning Ingrids besøg på Færøerne i 1949. Der skildres modtagelsen i Tórshavn, besøget i Kirkjubøur, Klaksvig og andre steder.